# Hannah Schreckenbach
Hannah Schreckenbach (* 18. Juni 1932 in Osnabrück; † 18. Juli 2023 in Magdeburg) war eine deutsche Architektin und Bauingenieurin, die als Expertin für den nachhaltigen Hausbau mit Lehm und gemeindezentrierte Architektur galt. Für ihr langjähriges Engagement als staatlich beauftragte Architektin in Ghana erhielt sie 1981 das Bundesverdienstkreuz am Bande.

## Berufliche Entwicklung

### Ausbildung und Berufseinstieg
Hannah Schreckenbach wuchs ab 1934 in Magdeburg auf. Ihr Abitur erlangte sie im Jahr 1950, woraufhin sie eine Ausbildung zur Maurergesellin machte und diese 1952 mit der Gesellenprüfung abschloss. Sie begann anschließend ein Architekturstudium an der Technischen Hochschule Dresden, floh 1955 aus der DDR nach Karlsruhe und machte 1958 einen Abschluss in Architektur und Stadtplanung an der Technischen Hochschule Fridericiana. Für ihre Diplomarbeit bekam sie vom Deutschen Akademischen Austauschdienst (DAAD) ein Stipendium verliehen. Nach dem Abschluss zog sie im September 1958 nach London, wo sie einen postgradualen Diplomkurs in Stadt- und Siedlungsplanung an der University of London absolvierte. Daraufhin war sie ein Jahr lang in der Londoner Stadtverwaltung als Stadtplanerin tätig. Ihre Aufgaben lagen in der Dezentralisierung der Städte, anhand des Beispiels London, die seinerzeit unter hochgradiger Luftverschmutzung litten und zumeist wenig Lebensqualität boten.

### Architektin in Afrika
In ihrer beruflichen Karriere widmete sich Schreckenbach der Entwicklungszusammenarbeit mit afrikanischen Ländern und trug in zahlreichen Projekten mit lokalen Rohstoffen zum Ausbau der örtlichen Infrastruktur und zur Verbesserung der Lebensqualität der dort lebenden Menschen bei. Ihr Ansatz beruhte stets auf sozialem Engagement und Nachhaltigkeit. Sie arbeitete eng mit den lokalen Gemeinschaften zusammen, um deren Bedürfnisse zu verstehen und deren Feedback in den Gestaltungsprozess einfließen zu lassen. Dabei standen die effiziente Nutzung der vorhandenen Rohstoffe und das Konzept Hilfe zur Selbsthilfe im Vordergrund. Bei den meisten Projekten wurde die lokale Bevölkerung aktiv in die Baumaßnahmen integriert, um die Fähigkeit zu vermitteln, diese zukünftig selbstständig durchführen zu können. Somit konnten in Folge von Schreckenbachs Wirken ganze Dörfer entstehen und die Menschen nachhaltig von ihrem Wirken profitieren. Besonders die Verbesserung der Lebensverhältnisse von Frauen lag ihr am Herzen, weshalb sie unter anderem 2011 den namibischen Frauengipfel besuchte.
1992 wurde Schreckenbach Gründungsmitglied des Dachverbandes Lehm e. V. (DVL), der als Reaktion auf die Abschaffung der Normen für den Lehmbau gegründet wurde. Der DVL veröffentlichte 1998 die Lehmbauregeln und wirkte maßgeblich an der Erstellung der DIN-Normen zum Lehmbau im Jahr 2013 mit. Seit 2002 habe der DVL nach eigenen Angaben circa 400 Fachkräfte Lehmbau – DVL ausgebildet. Zum Anlass des 25. Jubiläum schrieb sie eine Chronik.
Im Rahmen der Architektur Ausstellung M*1:1 des Karlsruher Instituts für Technologie wurde das Leben und Wirken von Hannah Schreckenbach aufgearbeitet und ausgestellt.

## Arbeitsorte

### Ghana
An der britischen Universität und bei Exkursionen des British Council bekam Schreckenbach Kontakt zu Kommilitonen, die aus Ländern des British Commonwealth stammten. So wuchs ihr Interesse an der afrikanischen Kultur und besonders an Ghana, das in dieser Zeit innovative Architekten für staatliche Bauaufgaben und Verwaltungsgebäude suchte. Sie flog 1960 nach Accra und kehrte erst 1982 nach Deutschland zurück. Sie arbeitete als Architektin von 1960 bis 1974 für das ghanaische Ministerium für Bauen und Wohnen an diversen öffentlichen, privaten und Regierungsbauten in verschiedenen Teilen des Landes.
Ebenso wurde sie durch eine Professur von 1974 bis 1982 als Senior Lecturer an der Architekturfakultät der Universität von Kumasi geprägt. An der Universität in Kumasi arbeitete Schreckenbach außerdem an einem kooperativen Forschungsprojekt der Universität Kumasi und der Deutschen Gesellschaft für Technische Zusammenarbeit (GTZ) für die sie ein Lehrbuch in Baukonstruktion in einem tropischen Entwicklungsland am Beispiel Ghanas verfasste.
Während ihrer Zeit in Ghana erlebte und beobachtete sie vier militärische Stürze gewählter und nicht gewählter Regierungen. Sie wurde Zeugin der damit einhergehenden politischen und wirtschaftlichen Veränderung im Land. Während dieser Zeit arbeitete Schreckenbach an ihrem Lehrbuch. Zusammen mit ihrem Ko-Autor, zeichnete sie alle Details und Illustrationen per Hand, sodass daraus ein vollständiges Lehrbuch entstand, das im März 1983 feierlich an die Universität Kumasi übergeben wurde.
Schreckenbach pflegte diverse freundschaftliche Beziehungen zu Diplomaten, Vertretern der Geschäftswelt oder befreundeten Architekten, wie beispielsweise Kenneth Scott. Auch über den Kontakt zur deutschen Botschaft und als Angestellte des ghanaischen Staates war sie in Kontakt mit einflussreichen Diplomaten und Stammeshäuptlingen, wie beispielsweise dem 14. Ashanti König (Stamm in der Gegend um Accra) Prempreh II., den sie nach seiner Rückkehr von einem Arztbesuch in der Bundesrepublik kennenlernte.
Schreckenbach entwickelte in Ghana rasch eine Vorliebe für das Bauen mit Lehm. Im Laufe der Zeit entwickelte sie Unmut über die stets quadratischen und ihrer Meinung nach eintönigen Entwürfe ihres Teams, die nicht in das baukulturelle Gesamtbild Ghanas passten und keine Innovation ausstrahlten. Fasziniert von den runden Volumina, die durch Lehm erbaut werden können, der Fähigkeit zur klimatischen Selbstregulation, der großen Materialvorkommen von Lehm in Ghana und der kulturellen Verankerung, lernte sie stetig über den Umgang mit dem Baustoff. Von einem Bauern erfuhr sie, dass er seine Häuser rund baute, da seine Kinder beim Spielen die Ecken der Lehmbauten zerstört hätten. So forschte sie darauf an runden Grundrissen und ihrer Nutzbarkeit. Jedoch musste sie sich stets mit ihrer Vorliebe für Lehm gegen andere Lehrende, Bauherren und Partner durchsetzen, da jene die Faszination des Materials oftmals nicht teilten.
Nach ihrer Beförderung zum Senior Architect übernahm sie die Leitung einiger Abteilungen ihres Büros und betreute ab 1970 für zwei Jahre den Umbau des Parlamentsgebäudes in Accra.
Auch nach ihrer Rückkehr nach Deutschland wirkte die Architektin im Rahmen ihrer Tätigkeit bei der GTZ (später GIZ) bis 2004 bei Bauprojekten in Afrika mit. Den Begriff Entwicklungshilfe vermied sie bewusst, da dieser in gewisser Weise Überlegenheit suggeriere und sie den Partnern in den entsprechenden Ländern stets „auf Augenhöhe“ begegnen wollte. Für ihr Engagement in Ghana erhielt sie 1981 das Bundesverdienstkreuz der Bundesrepublik Deutschland am Bande.

### Kenia
In Kenia arbeitete sie einige Jahre an einem überregionalen Niedrigkostenwohnungsbauprojekt (Low Cost Housing Technologies (LCH)), das bezahlbaren Wohnraum für Menschen mit niedrigem Einkommen schaffen sollte. Man nutzte hier lokale Materialien und traditionelle Bauweisen, um Kosten zu senken und die Nachhaltigkeit zu erhöhen. Schreckenbach war vor allem an der Entwicklung von Schulgebäuden und an der Ausbildung örtlicher Bauarbeiter beteiligt. Die Grundidee hinter dieser Tätigkeit war es, die Erfahrungen aus diesem Bauprojekt zu nutzen, um diese in anderen afrikanischen Ländern nach Anpassung an die örtlichen Gegebenheiten erneut umsetzen zu können.

### Simbabwe
Das Hauptaugenmerk ihrer Tätigkeit in Simbabwe lag auf der Unterstützung des Latrinenbauprogramms des simbabwischen Gesundheitsministerium. Durch den 16 Jahre lang andauernden Bürgerkrieg im benachbarten Mosambik kamen viele Flüchtlinge nach Simbabwe. Mit diesen Flüchtlingsströmen gelangte Cholera ins Land und verbreitete sich aufgrund der mangelhaften Sanitäranlagen schnell in der Bevölkerung.
Gemeinsam mit Dorfbewohner wurden einfache Toiletten aus natürlichen Materialien wie Lehm und Gras gebaut. Die sogenannten Blair-VIP-Latrinen (Blair Ventilated Improved Pit Latrine) verfügten über ein Lüftungssystem und einen Schutz vor Fliegen, die nach Kontakt mit menschlichen Fäkalien einer der Hauptüberträger des Cholera-Virus sind.
Während des Bauprozesses involvierte man die Bevölkerung, sodass diese die Fähigkeiten erlangte, selbst neue Latrinen zu errichten. Das Programm wurde auch durch gesundheitliche Schulungen begleitet, um die Bevölkerung über die Verbreitung von Krankheiten aufzuklären.

### Namibia
Im Juni 1992 reiste Schreckenbach erstmalig nach Ombilis, wo sie sich mit der Bauweise der San (Volk) und den örtlichen Gegebenheiten vertraut machte. Außerdem prüfte sie, ob man mit den zur Verfügung stehenden Materialien Lehm und Erde feste Häuser errichten kann. Im Laufe der Jahre, in denen sie Projekte in Namibia betreute, wurden ein Gemeinschaftszentrum, eine Schule, ein Kindergarten, eine Werkstatt und Häuser für Lehrer errichtet. Ebenso konnten eine Krankenstation, ein Internat sowie ein Kulturzentrum gebaut werden. Auch eine Werkhalle zur Fertigung von Lehmsteinen konnte durch die von der GIZ bereitgestellten Mittel verwirklicht werden. Schreckenbach stufte das Vorhaben rückblickend als gescheitert ein, da die San nicht ausreichend in den Prozess einbezogen worden waren.
2011 nahm Schreckenbach an den Namibia Women Summits teil und hielt Vorträge über ihre Arbeit als Architektin. Sie diskutierte die Rolle von Frauen in der Architektur und der städtischen Entwicklung. Außerdem veranstaltete sie Workshops zu Themen wie Führung, Unternehmertum und Geschlechtergleichheit. Ihr Ziel war es, die namibischen Frauen zu einer aktivieren Rolle in der Gesellschaft zu animieren.

### Eritrea
Das im 30 Jahre andauernden Bürgerkrieg stark zerstörte Eritrea musste nach Kriegsende 1991 neu aufgebaut werden. Hannah Schreckenbach unterstützte diesen Prozess im Rahmen ihrer Tätigkeit bei der GIZ ab 1994. Insgesamt unternahm sie drei Reisen nach Eritrea, bei denen sie mit der Regierung und der Comission of Eritrean Refugee Affairs (CERA) zusammenarbeitete. Besonders wichtig war die schnelle Bereitstellung von kostengünstigem Wohnraum für die unter den Folgen des Krieges leidende Bevölkerung. Vor allem bei der Planung von Projekten zur Produktion von Ziegeln und Steinen für den Hausbau unterstützte die Architektin.

## Veröffentlichungen (Auswahl)
Schriften, sortiert nach Erscheinungsjahr:
- Alte und neue Wohnformen Ghana 1966
- mit Kojo Gyinaye Kyei: No time to die. A book of poems depicting slogans of Ghana`s mammy lorries. 1. Auflage. Accra, Catholic Press, 1976.
- Roof Construction in the Upper Region of Ghana. University of Science and Technology, Kumasi 1977. OCLC 49710051. (PDF)
- Construction Technology for a Tropical Developing Country. GTZ, Eschborn 1983. ISBN 978-3-88085-186-3. (PDF)
- Lehmbau Info. Verbraucherinformation. Dachverband Lehm e. V., Weimar 2004, OCLC 844619506.
- Namibia erlebt und skizziert. 1. Auflage. Klaus Hess Verlag, 2005, ISBN 99916-57-18-5
- Afrikapost Bienenwachs für den Gelbguss 2006
- Afrikapost Lehmarchitektur 2008
- Lebensspuren in Sand und Fels. Die Geschichte von Ameib. 1. Auflage. Namibiana Buchdepot, 2009, ISBN 978-3-936858-97-6
- 25 Jahre Dachverband Lehm e.V. 1992-2017. Die Wiedergeburt des Lehmbaus. Dachverband Lehm, Weimar 2017, OCLC 1043365040.
- Sehnsuchtsland Namibia. Reiseerlebnisse einer Afrikakennerin. 1. Auflage. Palmato Publishing, 2017, ISBN 978-3-946205-13-5

- Herzensheimat Ghana. Erinnerungen an ein Land im Umbruch. 1. Auflage. Palmato Publishing, Hamburg 2018, ISBN 978-3-946205-23-4